# Robert Dowland
Robert Dowland (* 1591 in England; † 1641 in London) war ein englischer Komponist und Lautenist der  Renaissance. Er war der Sohn des berühmten englischen Lautenisten John Dowland.
Er publizierte 1610 zwei Sammlungen von Lautenmusik und Ayres, A Varietie of Lute Lessons und A Musicall Banquet. 1626 folgte er seinem Vater auf den Posten eines königlichen Lautenisten. Dowlands Variety, auch Werke von John Dowland enthaltend, war das umfangreichste Druckwerk englischer Lautenmusik seiner Zeit.